# Zoe Voss
Zoe Voss, née le 4 janvier 1990 à Minneapolis, est une actrice pornographique américaine.

## Récompenses
- 2011 XRCO Award nomination – Best New Starlet
- 2011 AVN Award nomination – Best All-Girl Couples Sex Scene - Women Seeking Women 63 (avec Ryan Keely)
- 2011 AVN Award nomination – Best All-Girl Group Sex Scene - Sex & the City: The Original XXX Parody
- 2012 XBIZ Award nomination – Supporting Acting Performance of the Year - Dear Abby
- 2012 AVN Award nomination – Best New Starlet
- 2012 AVN Award nomination – Best Girl/Girl Sex Scene Girls Kissing Girls 8
- 2012 AVN Award nomination – Best Three-Way Sex Scene (G/G/B) - Legs Up Hose Down
- 2012 AVN Award nomination – Best Group Sex Scene - Superman XXX: A Porn Parody

## Filmographie sélective
- 2010 : My First Girlfriend 1
- 2010 : Women Seeking Women 63
- 2011 : Women Seeking Women 72
- 2011 : Lesbian Adventures: Wet Panties Trib 1
- 2011 : Superman XXX: A Porn Parody
- 2011 : Girls Kissing Girls 8
- 2012 : Sinn Sage's A-Cup Lesbians
- 2012 : Lesbian Office Seductions 7
- 2013 : Slumber Party 13
- 2014 : Sexy Little Titties
- 2015 : Girl On Girl Playtime
- 2017 : Lux Kassidy and Her Girlfriends (compilation)

## Note de référence
1. ↑  « Biographie et info », sur IAFD.